# Inspire (журнал)
Inspire — англоязычный онлайн-журнал, публикующийся, как считается, Аль-Каидой. Первый выпуск вышел в свет в июле 2010 года. Журнал предназначен для читателей в Британии и Америке и содержит статьи вроде «Создание бомбы на кухне твоей мамы» и переведённые обращения Усамы Бин Ладена. Второй выпуск, содержащий 74 страницы, был опубликован в октябре 2010 года. Многочисленные статьи второго выпуска одобряют терроризм в США, советуя своим последователям открывать огонь в ресторанах и давить людей грузовиками на улицах Вашингтона.
Inspire — это первый англоязычный журнал опубликованный Аль-Каидой. Федеральные власти объявили автором журнала Самира Хана, американского блогера, который распространял пропагандистские материалы террористов в Интернете ещё перед тем, как он переехал в Йемен и объявил о своих связях с Аль-Каидой. В октябрьском выпуске журнала содержится статья Самира под названием «Я горд быть предателем Америки».
Брюс Редель из Брукингского института назвал журнал «явно призванным вдохновлять джихадистов в США и Британии, способным вдохновлять и дальше совершать убийства и террористические акты».
Мишель Шепард, автор книги Ребёнок Гуантанамо и репортёр газеты Toronto Star, охарактеризовала его как онлайн-версию арабского журнала Sada al-Malahim («Эхо битвы»).
Журнал считается идеей Анвара аль-Авлаки, англоязычного проповедника и лидера Аль-Каиды. Авлаки находился в списке «ликвидировать или захватить», который содержал имена лиц, подозреваемых в терроризме. Статья за авторством Аль-Авлаки появилась ещё в первом выпуске журнала и называлась Мы принесем свои души в жертву ради Тебя. В статье Аль-Авлаки призывал к атаке против всех, кто клевещет на пророка Мухаммеда, включая западные страны.
Журнал утверждает, что его заголовок был взят из стиха, содержащегося в Коране: «Вдохновляй верующих на битву», и называет себя «Особым даром для Исламской нации». Впервые журнал был «обнаружен» в Интернете институтом «SITE Institute». Когда первый выпуск журнала был выпущен, техническая ошибка не позволила большей части страниц журнала загрузиться полностью. Ошибка была исправлена через несколько дней.
Журнал призывает своих читателей присылать их собственные статьи для опубликования: «Мы поддерживаем тех наших читателей, которые желают внести свой вклад, поэтому просим вас присылать свои статьи, комментарии и предложения».
Некоторые учёные, такие как Томас Хеджхаммер (Norwegian Defence Research Establishment) и Джаррет Брахман, назвали журнал типичным примером джихадистских изданий в Интернете; по их мнению, он не заслуживает того внимания, которое ему оказывают СМИ. Томас Хеджхаммер считает, что в журнале нет ничего особенно нового или сильно беспокоящего, а его связь с Аль-Каидой крайне маловероятна: «Без точных разведданных сложно сказать, имеет ли этот журнал какое-либо отношение к Аль-Каиде. Исходя из материалов, опубликованных в журнале, я буду очень удивлён, если связь между журналом и Аль-Каидой действительно существует».
Редактор журнала Самир Хан погиб в конце сентября 2011 года, будучи уничтожен американцами вместе с Анваром аль-Авлаки.

## Подлинность
SITE Institute и по меньшей мере один представитель властей США официально назвали журнал подлинным, в то же время существуют разногласия по вопросу подлинности этого журнала из-за его низкого качества. Подобный взгляд был представлен Максом Фишером, журналистом журнала The Atlantic. Фишер опубликовал 5 причин, дающих основания подозревать, что этот журнал является розыгрышем. Согласно Фишеру, PDF-версия первого номера журнала содержала в себе компьютерный вирус. Также Фишер обратил внимание, что журнал содержал статьи, подписанные Абу Мусаб ал-Сури, отметив при этом, что ал-Сури пребывает в Гуантанамо с 2005 года и его связь с Аль-Каидой до сих пор не доказана.